# Italien större 14

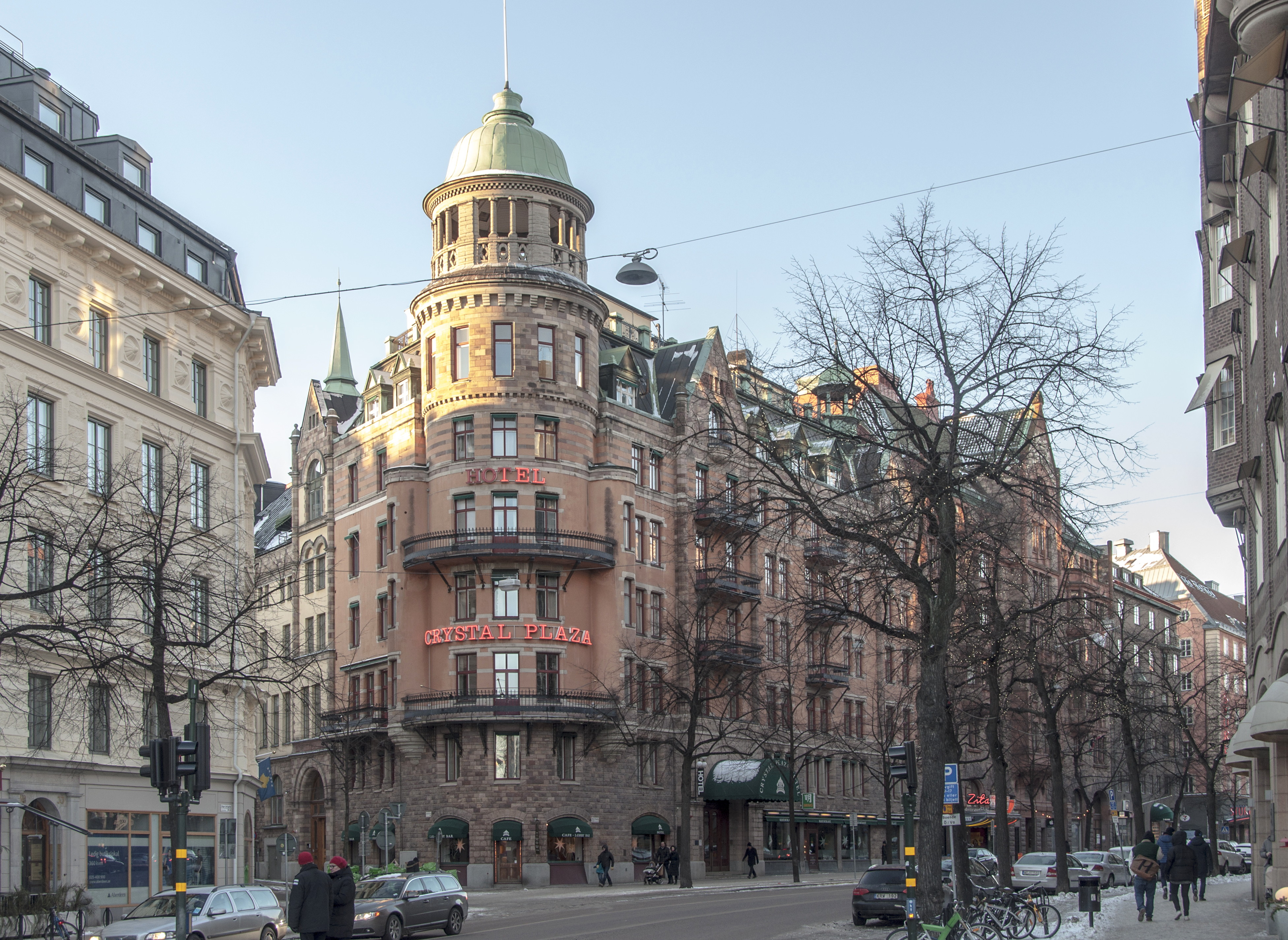
"Hotel Crystal Plaza" sett från Birger Jarlsgatan, 2013.

Italien större 14 är en fastighet i kvarteret Italien större i hörnet Birger Jarlsgatan 35 / Snickarbacken 2 på Norrmalm i Stockholm. Byggnaden uppfördes 1907–1910 som Hotell Excelsior för KFUM och drivs sedan 1990-talet under namnet Crystal Plaza Hotel. Fastigheten är blåmärkt av Stadsmuseet i Stockholm vilket innebär att den representerar ”synnerligen höga kulturhistoriska värden”.

## Bakgrund

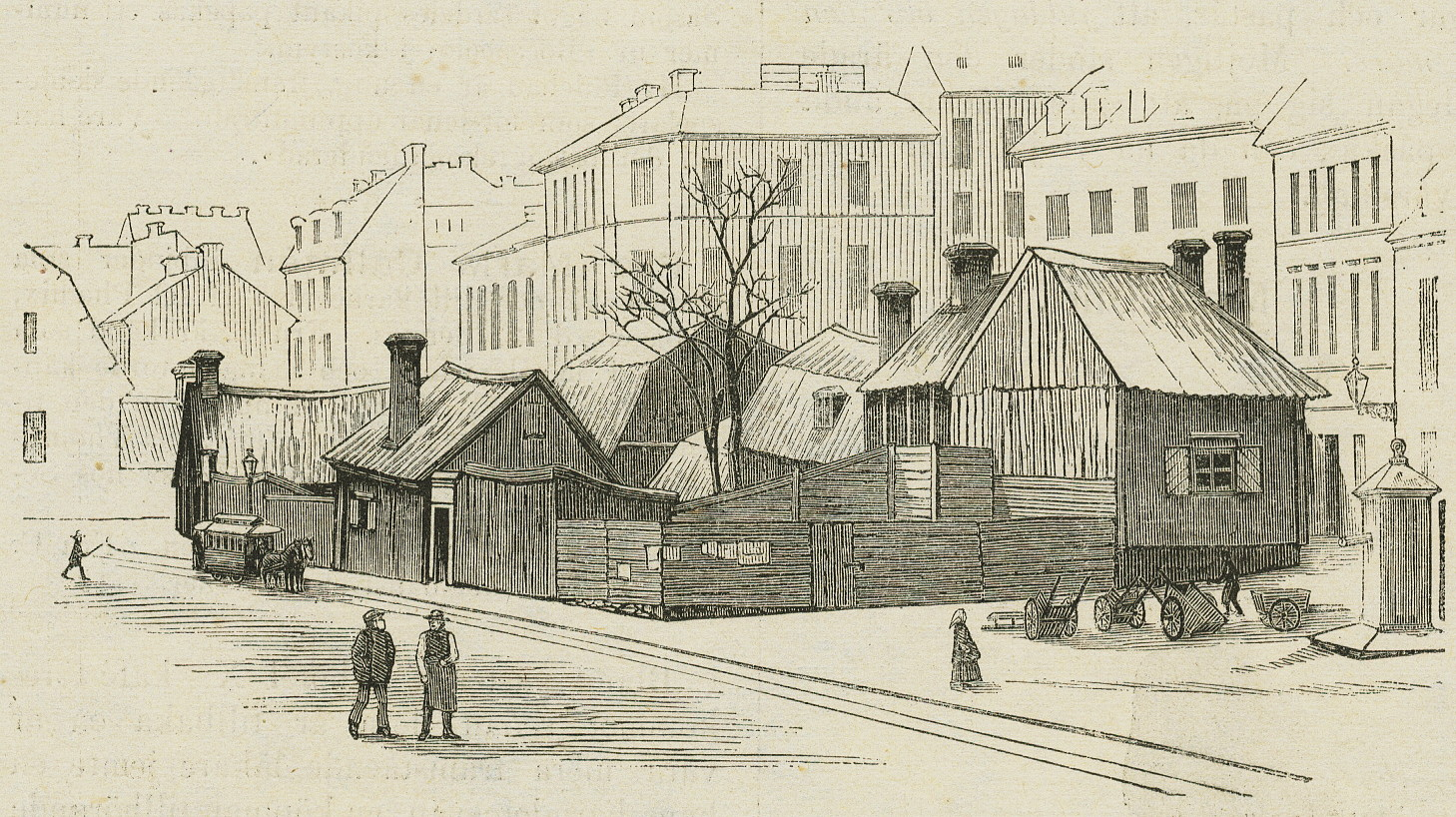
"Lilla Italien" kring 1890-talet.

En donation om 20 000 kronor av industrimannen David Carnegie möjliggjorde att Kristliga Föreningen av Unga Män (KFUM) kunde förvärva en tomt i södra hörnet av kvarteren Italien större och mindre som kring 1890 slogs ihop till kvarteret Italien större. Italien mindre eller Lilla Italien, som det kallas i folkmun, var bebyggt med enkla trähus som man skulle kunna beteckna som ”ruckel”. 
Området inköptes av Stockholms stad eftersom Birger Jarlsgatan, Stockholms nya paradgata som skulle ersätta Stora Träskgatan, planerades där. På en samtida skämtteckning framgår den fallfärdiga bebyggelsen och bildtexten löd något ironiskt: Man kan just ej säga, att "Lilla Italien" prunkar med marmorpalats. Kåkarna revs och till en början bebyggdes tomtens västra del (nuvarande Italien större 16) med KFUM:s nya församlingshem. År 1895 lade Prins Carl grundstenen och 1898 stod huset färdigt som hade ritats av arkitekt Johan Laurentz.

## Hotellet

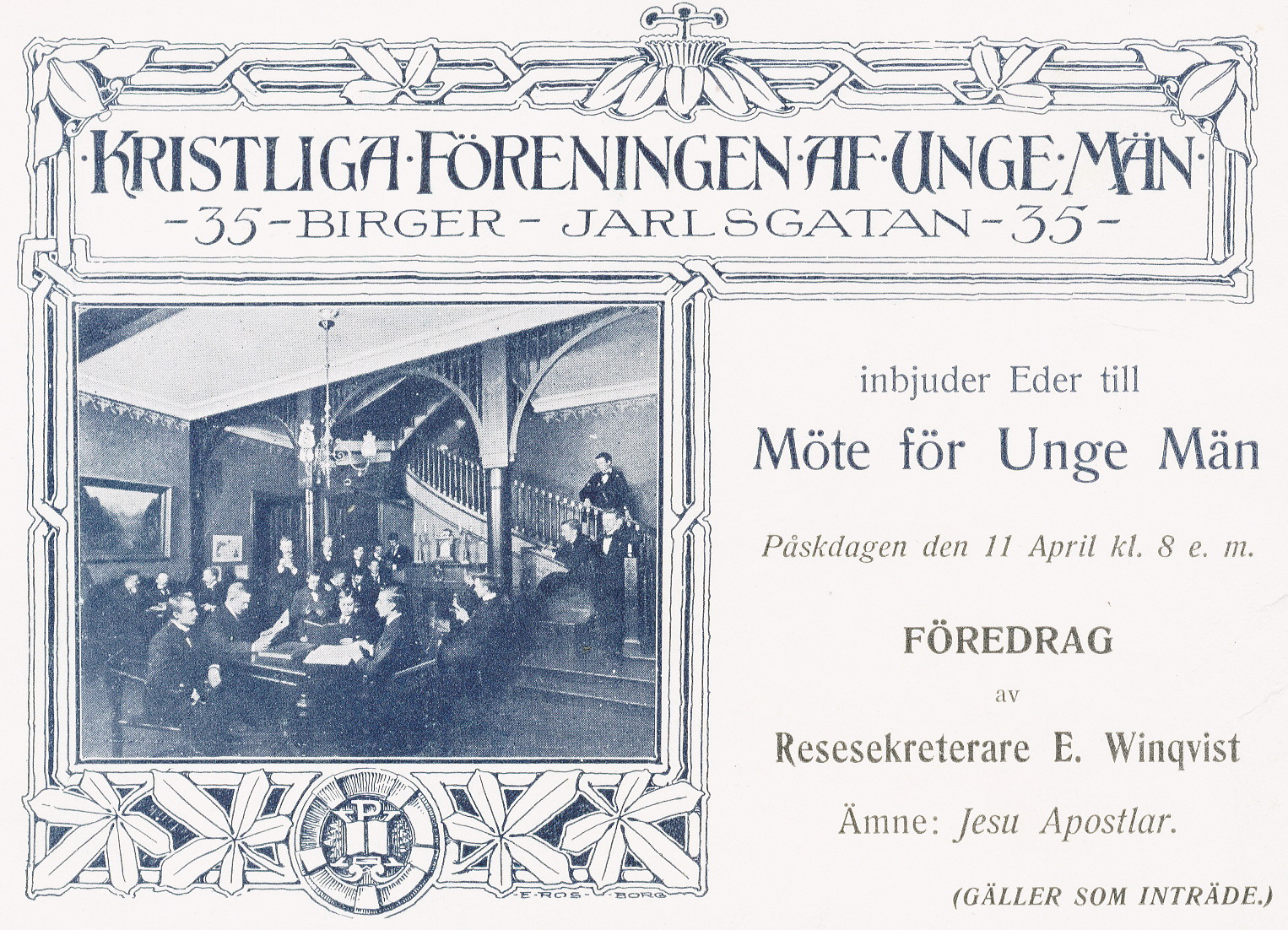
En kallelse till KFUM, ca 1920.

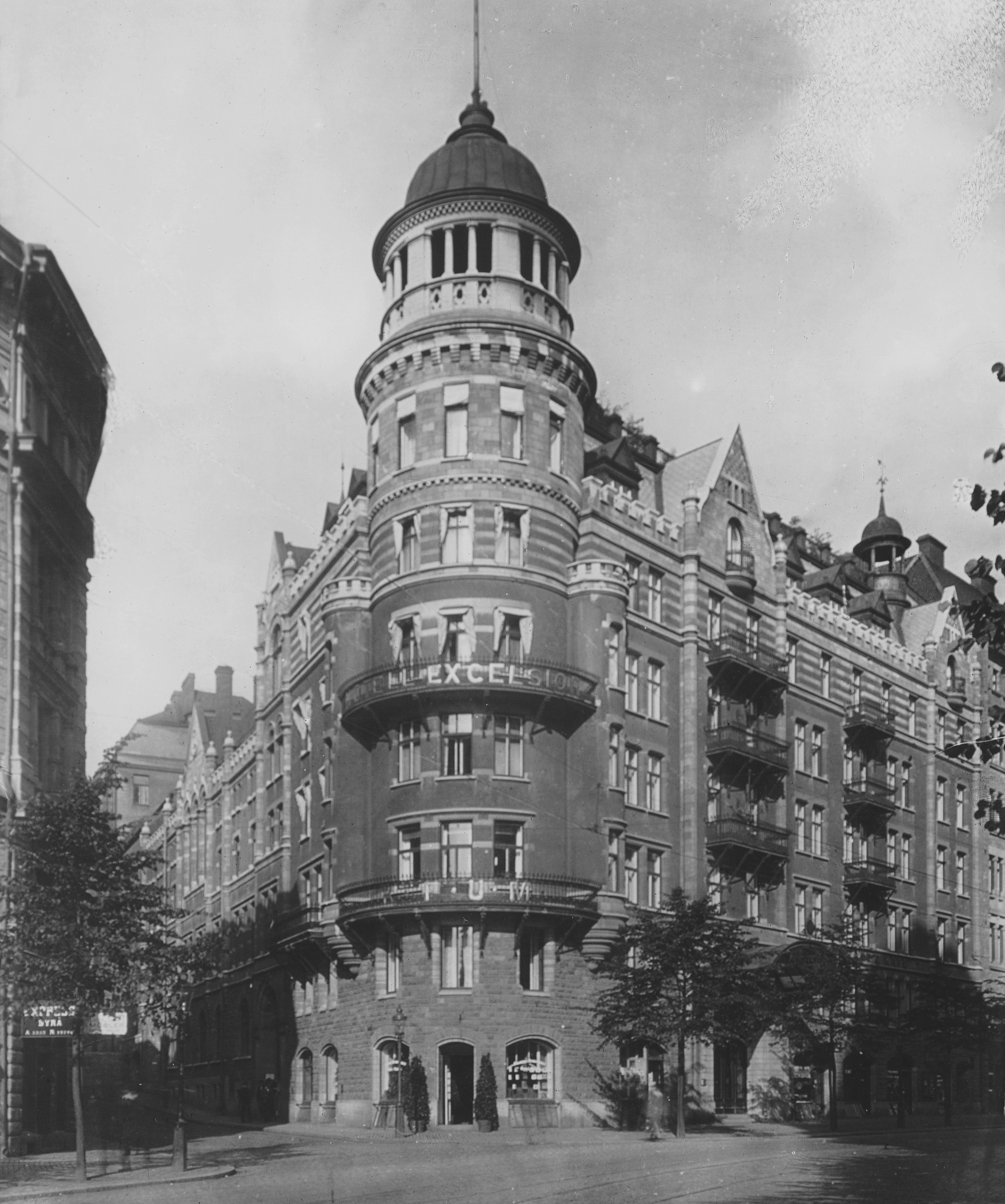
Hotell Excelsior, 1920-tal.

På tomtens östra del (nuvarande Italien större 14) uppfördes tio år senare av byggmästaren Richard Bengtsson en tillbyggnad efter ritningar av arkitekt Carl Alfred Danielsson-Bååk. Byggnaden var från början koncipierad som hotell och då Sveriges första kristliga hospits vilket fick namnet Hotell Excelsior. Bygget finansierades huvudsakligen genom donationer och insamlingar. Hotellet drevs som aktiebolag som hyrde sina lokaler av KFUM. Huset utrustades med moderniteter som centralvärme, hiss och elektriskt ljus. På taket inrättades en terrass med trädgård för kaféservering och bottenvåningens lokaler hyrdes ut till butiker. Anläggningen invigdes i april 1910 då föreningen firade sitt 25-årsjubileum.
Det fanns 50 ”resanderum” som kostade två till sju kronor per dygn och var tillgängliga för alla, även för personer utan kristen anknytning. Därutöver erbjöd hotellet åtta rum för ”ständiga inackorderingar”. De kostade mellan 32 och 37 kronor per månad ”ljus och värme inräknade”. I husets båda matsalar serverades inga alkoholhaltiga drycker och man påpekade även att ”drickspengar äro afskaffade”. Direktris för Hotell Excelsior var en fröken Gihl, som lärt sig hospitsverksamheten i utlandet.
Båda byggnaders arkitektur visar inflytelser från USA med stora rundbågade fönster- och dörröppningar i den med röd sandsten klädda bottenvåningen. Husets yttre är livligt uppbyggt med frontoner, burspråk, tureller och med av smideskonsoler uppburna balkonger. Hörnet mot Birger Jarlsgatan accentuerades av ett kupolkrönt rundtorn som blivit ett landmärke kring Engelbrektsplan. 

### Nya ägare
På 1960-talet blev reparationsbehovet för stort och KFUM beslöt att sälja sin fastighet. 1970 köptes båda byggnader av Stiftelsen Finlands Hus som bland annat öppnade Finlandsinstitutet, Hotel Karelia och Finska turistbyrån i huset. Hösten 1977 invigdes anläggningen av dåvarande presidenten Urho Kekkonen. 1995 ombildades Finlands Hus till stiftelsen Finlands Kulturinstitut i Sverige. Den västra delen (Snickarbacken 2–4) behöll kulturinstitutet medan den östra halvan (Birger Jarlsgatan 35) såldes. Samtidigt delades Italien större 14 i två fastigheter med nummer 14 och 16. 
På 1990-talet totalrenoverades hotellet och bytte namn till Crystal Plaza Hotel. Ägare är kinesen Benny Ming Tat Wu genom sitt bolag Chinax Group. Hotellet har 111 rum.

## Bilder

Fasaddetaljer
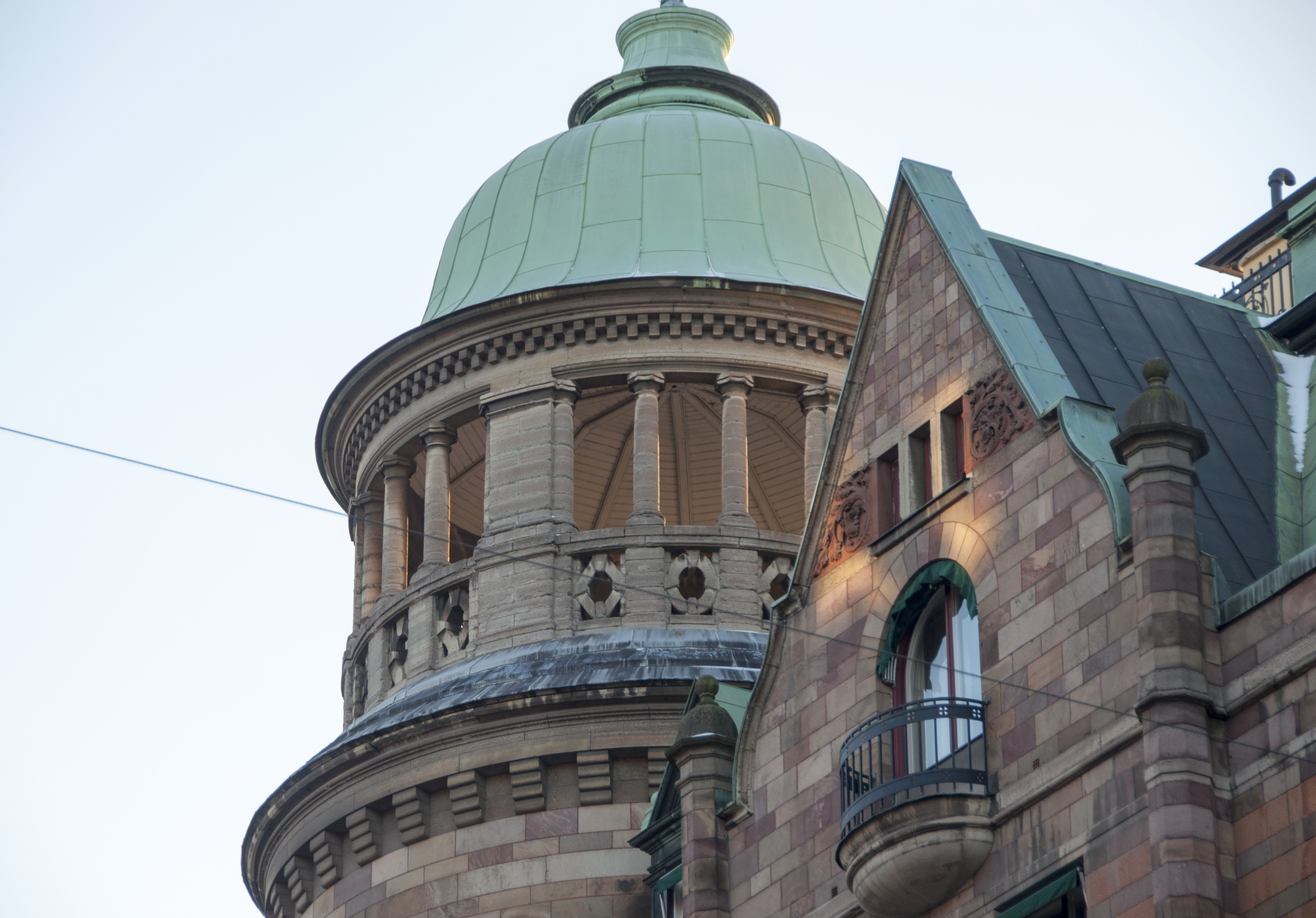
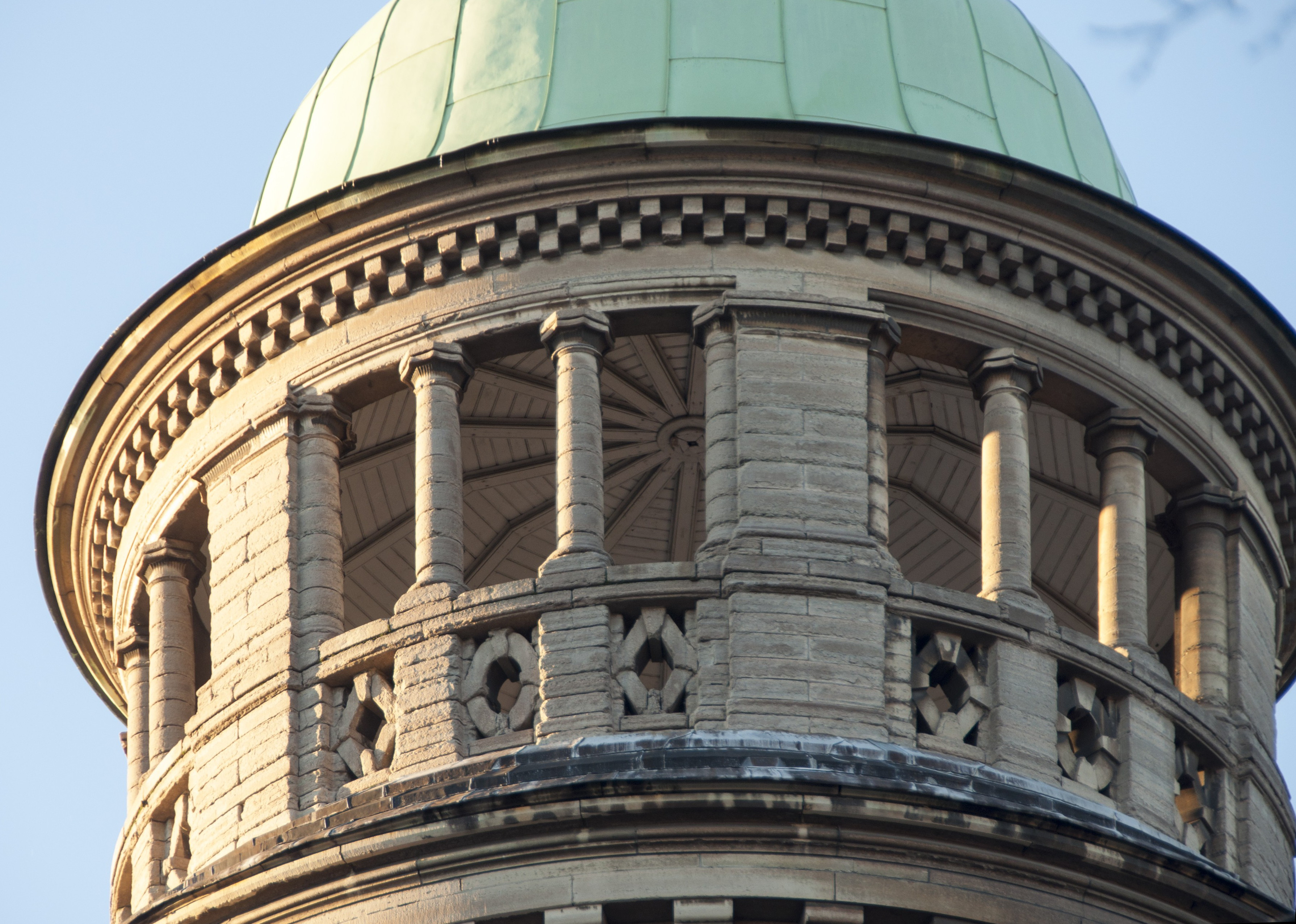
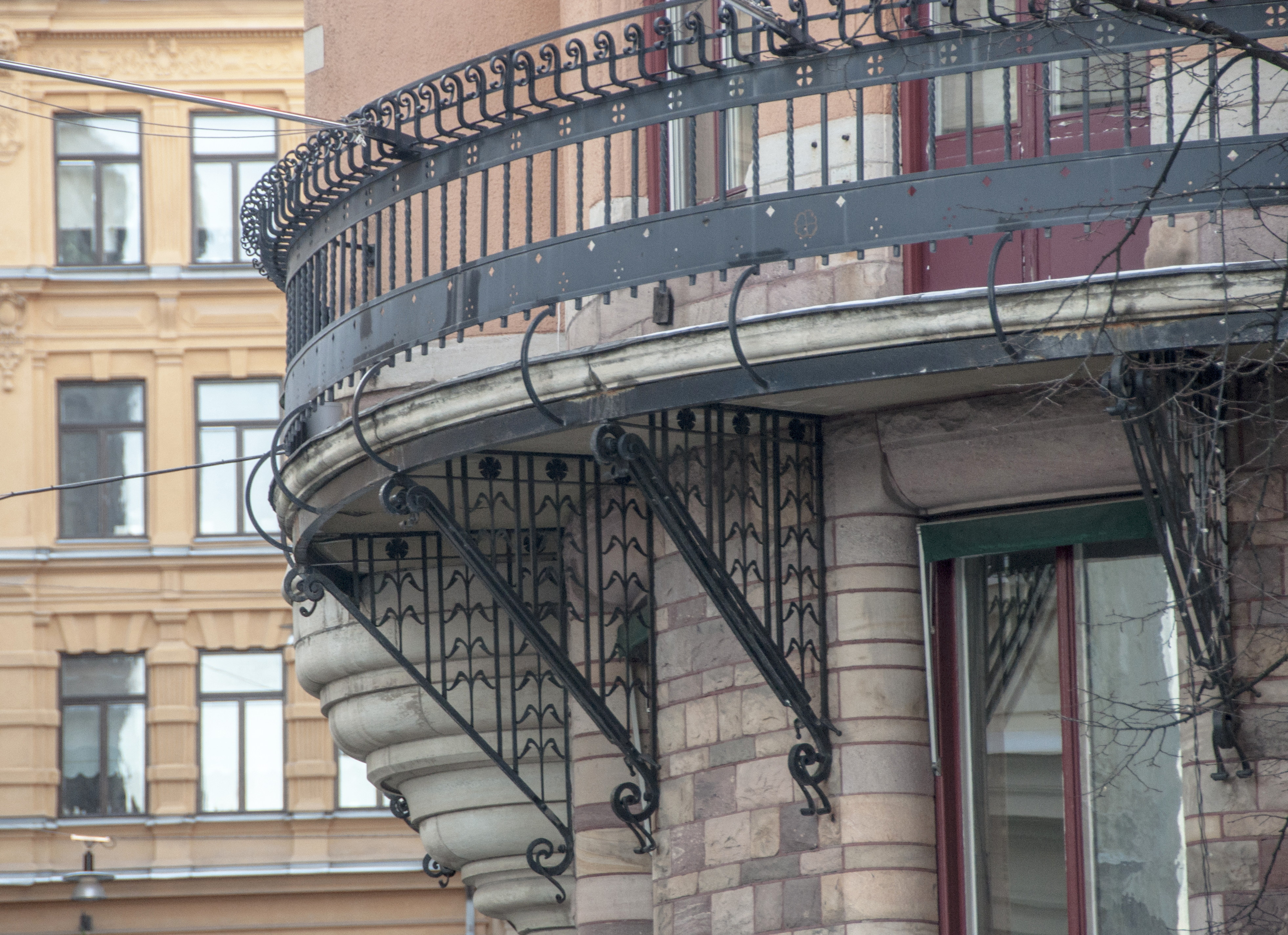
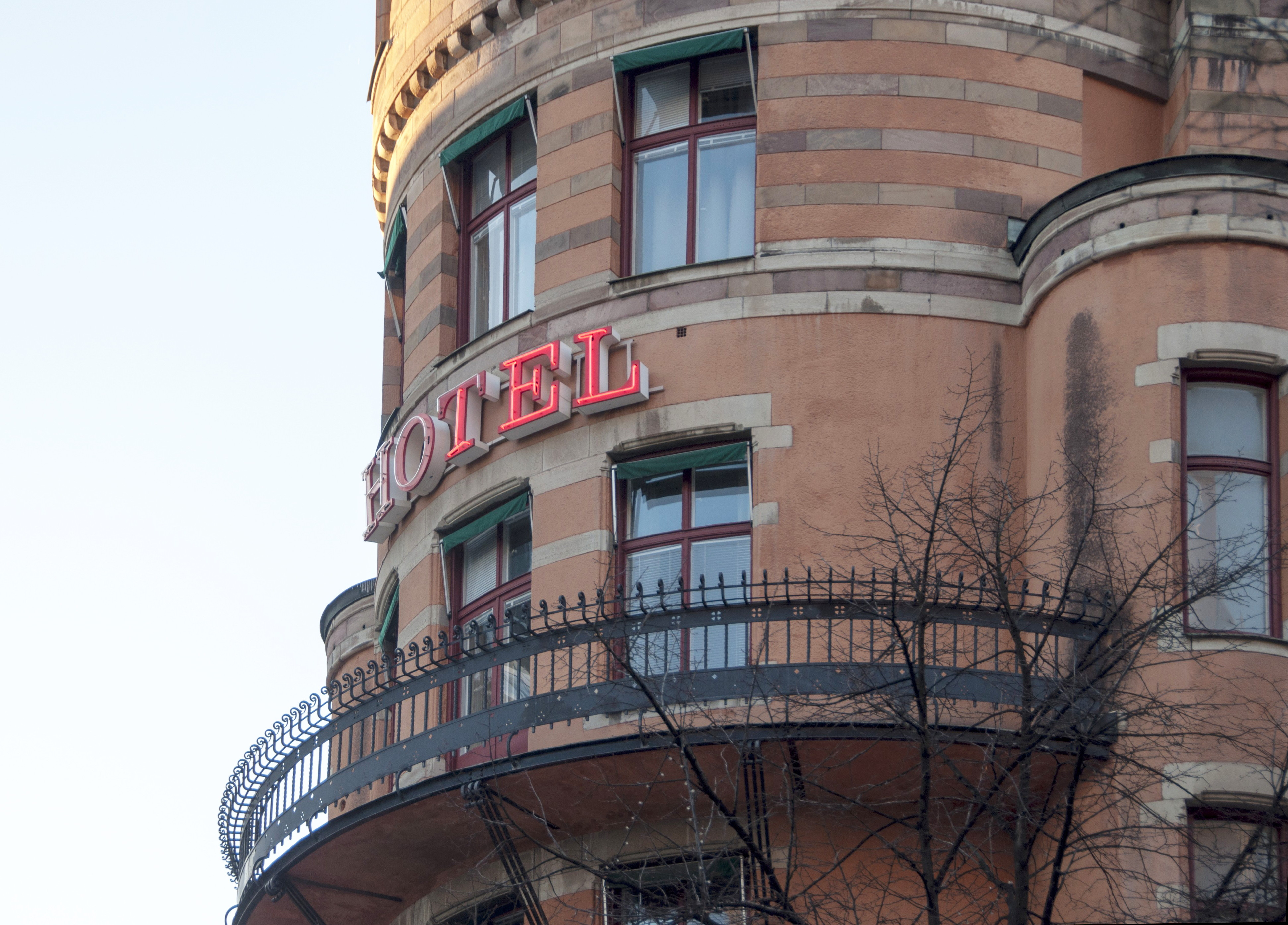

Interiör
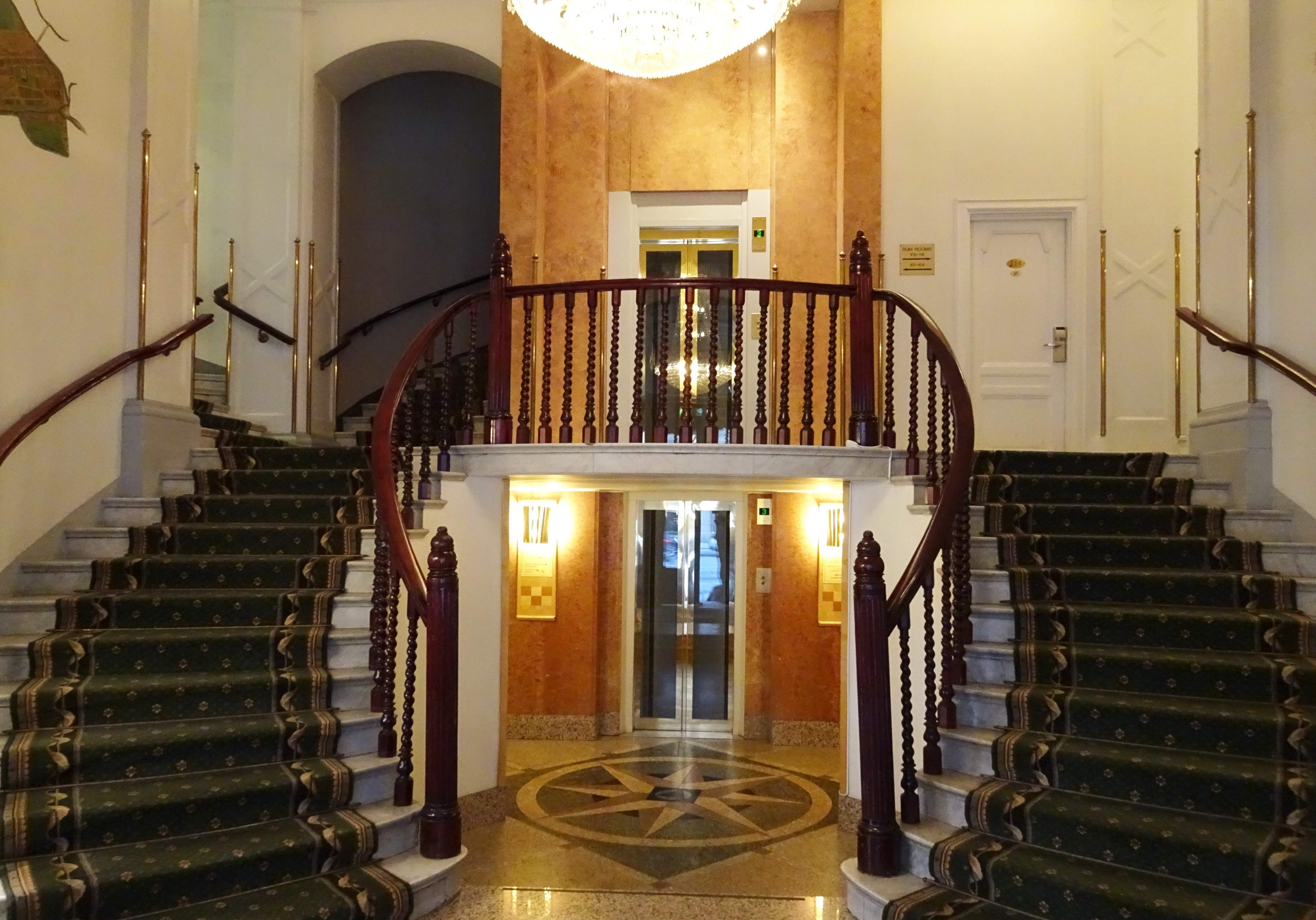
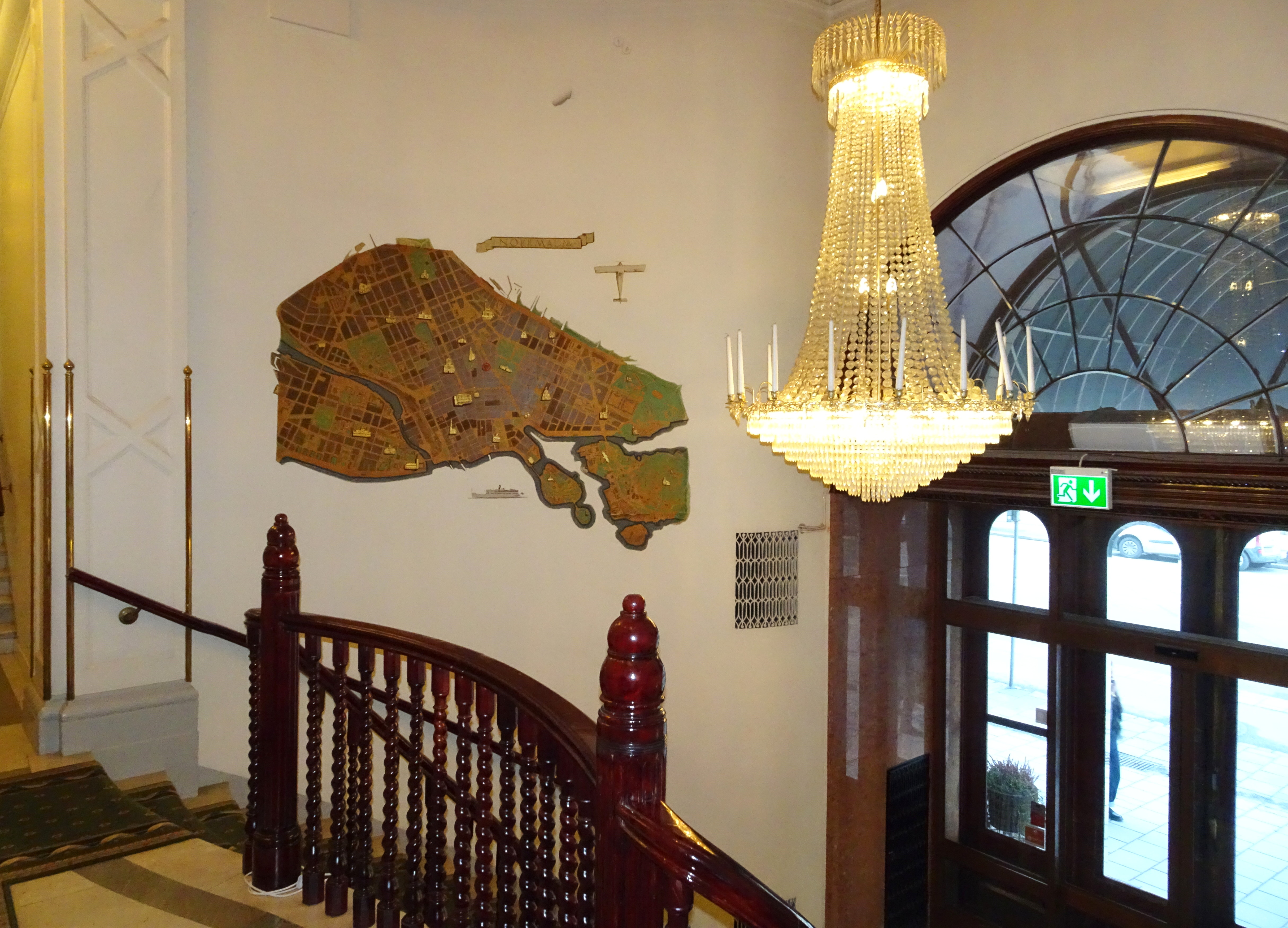
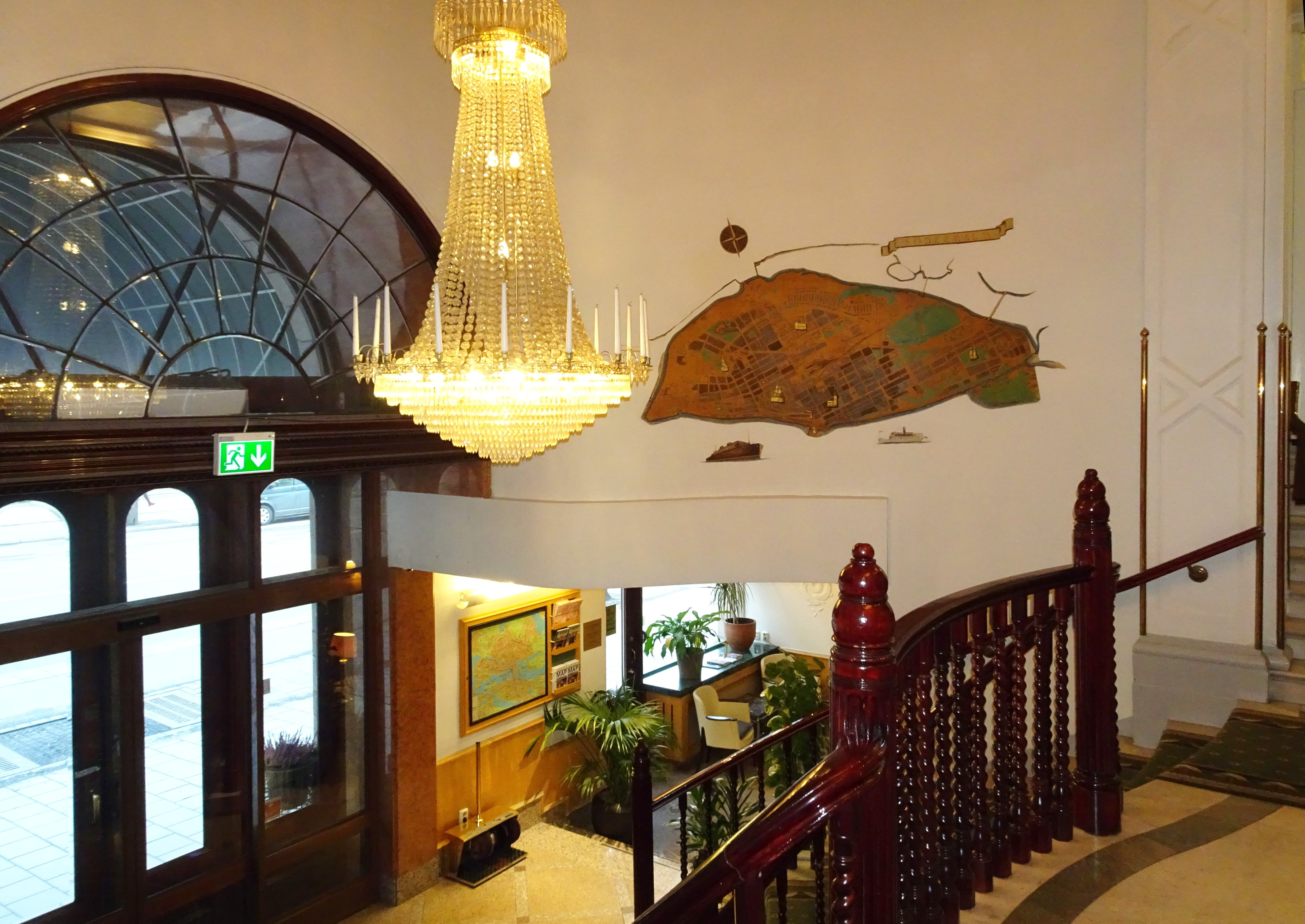
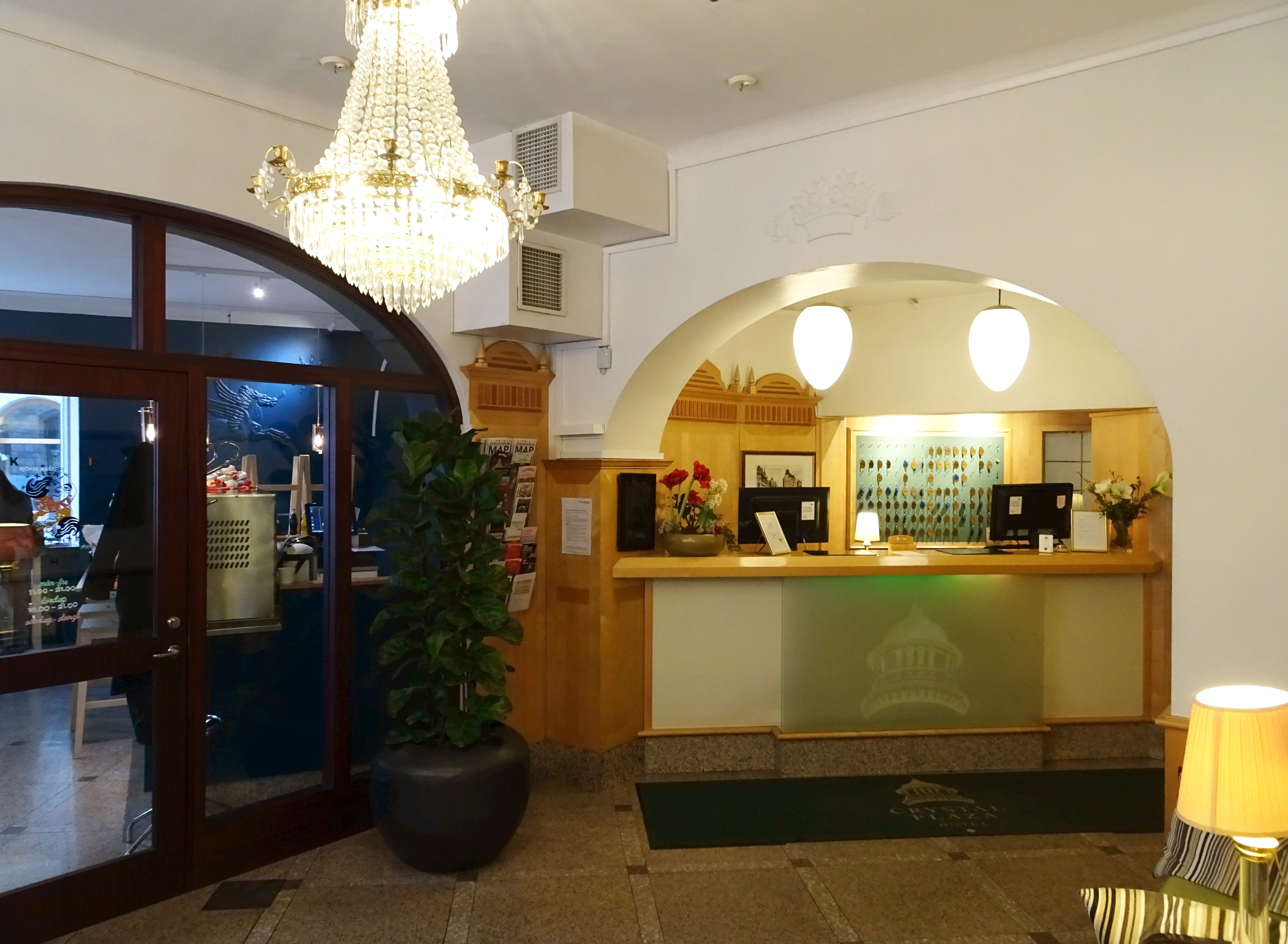